# Gazeta Corumbaense
Gazeta Corumbaense era um jornal diário que foi fundado e circulou na região de Corumbá.

## História
O primeiro exemplar do jornal foi editado em 14 de julho de 2001 com 12 páginas. O periódico chegou a ter 16, com quatro colunas, e sua tiragem era de 2 mil exemplares. Circulou até 2007, quando foi fundado em seu lugar o jornal Diário Corumbaense.

## Características
Possuía os seguintes editorias: Política, Geral, Polícia, Esporte e Cultura. Sua tipologia de matérias mais frequentes eram políticas e polícia e apresentava textos opinativos (editoriais e artigos) e informativos (notícias). O jornal tem como fonte de financiamento a publicidade e atendia às prefeituras de Corumbá e Ladário na publicação de editais. O jornal tinha Otávio Neto como proprietário, diretor, redator-chefe e editor de política e Adriana Maldonado como editora de cultura.